# 霍恩派普高地
69°51′S 70°36′W / 69.850°S 70.600°W
霍恩派普高地（英語：Hornpipe Heights）是南極洲的高地，位於亞歷山大一世島北部，處於蘇利文冰川、米卡多冰川和克拉瑟克冰川之間，海拔高度約1,200米，由英國南極洲地名委員會命名。現時由南極條約體系管理。